# Сезариу-Ланжи
Сезариу-Ланжи (порт. Cesário Lange)  —  муниципалитет в Бразилии, входит в штат Сан-Паулу. Составная часть мезорегиона Итапетининга. Входит в экономико-статистический  микрорегион Татуи. Население составляет 14 162 человека на 2006 год. Занимает площадь 190,189 км². Плотность населения — 74,5 чел./км².

## История
Город основан 12 декабря 1878 года.

## Статистика
- Валовой внутренний продукт на 2003 составляет 97.194.690,00 реалов (данные: Бразильский институт географии и статистики).
- Валовой внутренний продукт на душу населения на 2003 составляет 7.159,83 реалов (данные: Бразильский институт географии и статистики).
- Индекс развития человеческого потенциала на 2000 составляет 0,767 (данные: Программа развития ООН).